# Евпалин
Евпалин (на старогръцки: Εὐπαλῖνος), или Евпалин от Мегара, е древногръцки учен и инженер, живял VI в. пр.н.е. и запомнен с прокопаването на най-дългия античен тунел. Неговите познания позволяват да се извършва копаене едновременно от двата края, като след повече от 500 м двете части са се срещнали, без съществени отклонения в посоките и денивелацията.
За постижението съобщава Херодот в своите Истории (3.60): „Аз се задържах дълго на Историята от Самос, тъй като на жителите му принадлежат три от великите дела на гърците. Едното е тунел с две усти (orygma amphistomon) през основата на висок хълм. Дължината на тунела е 7 стадии (1036 м.)... през него към града по тръба тече вода от обилен извор. Архитект на тунела бил Евпалин, син на Навстроф“.
Тунелът на Евпалин съществува и днес, след като е бил разчистен през 70-те години на XX век. Включен е заедно с други обекти в списъка на световното културно и природно наследство на ЮНЕСКО.